# Kamran İnce

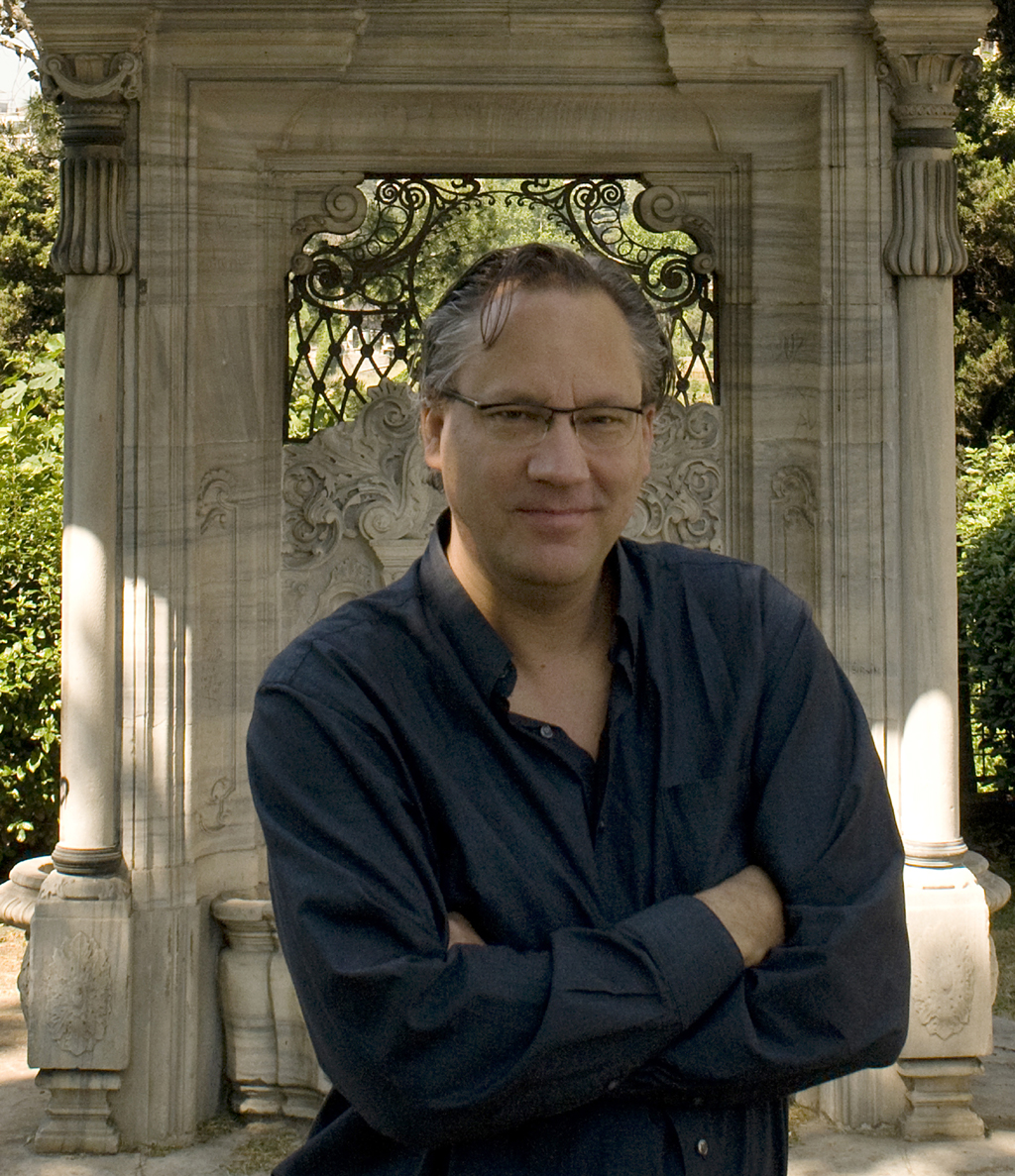
Kamran İnce, 2010

Kamran İnce (* 6. Mai 1960 in Glendive) ist ein türkisch-amerikanischer Komponist, der auch als Hochschullehrer wirkt.
İnce wuchs in der Türkei auf, wo er seine erste musikalische Ausbildung erhielt. Er studierte dann von 1980 bis 1982 am Oberlin College und bis 1987 an der Eastman School of Music. Seine Lehrer waren u. a. Joseph Schwantner, Christopher Rouse, Samuel Adler und Barbara Kolb. Er ist Professor für Komposition an der University of Memphis und an der İstanbul Teknik Üniversitesi.
Zu den Werken İnces zählen Kompositionen für Orchester und Kammerorchester, Klavierstücke, Chor- und Kammermusik. Sie wurden u. a. vom Chicago Symphony Orchestra, dem BBC Symphony Orchestra, dem Sinfonieorchester Prag, dem Nederlands Blazers Ensemble, dem Chanticleer Choir und dem Los Angeles Piano Quartet uraufgeführt und bei internationalen Festivals (u. a. Schleswig-Holstein-Festival) gespielt. Seine Diskografie umfasst 18 Alben, darunter Music for a Lost Earth, Galatasaray, Hammers & Whistlers, Constantinople, In White on Innova, Fall of Constantinople sowie Kamran Ince & Friends.

## Werke
- Concerto for Piano and Orchestra (1984)
- Inrared only (1985)
- 1. Sinfonie: Castles in the Air (1989)
- 2. Sinfonie: Fall of Constantinople (1994)
- 3. Sinfonie: Siege of Vienna
- 4. Sinfonie: Sardis
- Turquoise (2005)
- 5. Sinfonie: Galatasaray (2005)
- Music for a Lost Earth (2007)
- Gloria (Everywhere) (2007)
- Dreamlines (2008)
- Far Variations, Klavierquartett (2009)
- Concerto for Orchestra Turkish Instruments and Voices (2009)
- Thyestes für Chor a cappella (nach Seneca, 2011)
- Zamboturfidir (2011)
- Thyestes für Chor (2011)
- Still, Flow, Surge für Chor und Orchester (2011)
- it's a nasreddin (2012)
- Symphony in Blue für Klavier solo (2012)
- Judgment of Midas, Oper (2013)
- Fortuna Sepio Nos, Klaviertrio (2013)
- Songs With Other Words (2014)
- Abandoned, Mini-Oper (2014)
- Concerto for Percussion and Orchestra “Cikirikcilar Hill” (2018)
- Meditation and Gratitude (2018)
- A Grand American Celebration für Holzbläserensemble und Solisten (2019)

## Weblink
- Website von Kamran İnce